# 光荣使命
《光荣使命》军事游戏是一款以现代战争为背景、以班排战术为主的第一人称视角射击游戏。
玩家扮演中国人民解放军的一名普通陆军战士，在参与代号为“光荣使命”的军事演习中不断成长。在游戏中玩家可使用各种现代武器装备进行战斗。

## 游戏背景
《光荣使命》由中国人民解放军南京军区和光荣使命网络联合推出，光荣使命网络宣传該款遊戲为“中国首款军事游戏”，由基础训练、单兵任务和班组对抗三大模块组成。游戏以一名普通士兵牛猛参加代号为“光荣使命”的战役为主线，展现了战场上波澜壮阔、可歌可泣的感人故事。玩家可以在游戏中使用解放军和外军最新的武器装备，执行八个类型迥异的特种作战任务，在游戏中身临其境地体验真实、权威、震撼的战争场面。此外游戏有四种班组对抗模式，玩家可以邀请朋友们在八张经典地图上连接局域网对战，最多可以容纳16VS16的激情对战，殊死搏杀。

## 遊戲玩法
光榮使命類似於美國流行的第一人稱射擊遊戲，例如決勝時刻系列，允許玩家通過基礎訓練，然後部署到多個戰鬥任務中。遊戲分為基礎訓練、單兵任務、小隊/團隊對抗三個部分。光榮任務關卡包含大量腳本事件，例如飛機天橋和爆炸。遊戲通常會迫使玩家走上固定的道路，而不會讓他們自由地在戰術上接近情況。在第一關，經過短暫的兩棲登陸後，玩家沿著一條有點直接的路線穿過狹窄的戰壕。在另一個關卡中，經過一些靜止的狙擊，玩家被推過一個狹窄的洞穴。其他級別包括玩家沿著圍欄路徑前進。
公開發布版本包括玩家對玩家和合作模式。合作戰鬥旨在激發玩家的愛國主義精神，任務包括“夢想回到上海”，玩家在上海戰役中作為解放軍士兵與日本帝國軍作戰， 和“保護釣魚島” ，其中涉及從日本自衛隊保衛釣魚島基地。 JSDF 在訓練模式和團隊時間攻擊玩家與環境模式中作為基本敵人出現。

## 游戏资料

### 基础训练
基础训练中，包括新兵训练、专业训练、综合演练以及军营漫游四部分
- 新兵训练：新兵训练可进行基础技能训练，包括手榴弹投掷，轻武器基础操作。
- 专业训练：专业训练为选玩内容，可进行各种武器操作。
- 综合演练：进入综合训练场，通过克服各种障碍，提高玩家综合战斗技能。
- 军营漫游：包含军史馆、文化活动中心、餐厅、体育场等。

### 单兵任务

#### 难度选择
游戏设置三种难度可供玩家选择，一般难度、中等难度和困难难度。

#### 任务列表
单兵任务设置八个游戏关卡，包括渡海夺岛、丘陵血战、初露锋芒、尖兵行动、重拳出击、紧急营救、虎口拔牙和光荣使命。每个关卡中都有不同的任务需要玩家与战友协同作战，并取得最终胜利。 
- 渡海夺岛
- 丘陵血战
- 初露锋芒
- 尖兵行动
- 重拳出击
- 紧急营救
- 虎口拔牙
- 光荣使命

#### 武器列表
突击步枪：
- 95式突击步枪（可加装枪挂榴弹发射器或消声器）
- 03式突击步枪（可加装光学瞄准镜）
- M16A4突击步枪（可加装ACOG）
- AK-74M突击步枪（可加装榴弹发射器）

狙击步枪：
- 85式狙击步枪
- 88式狙击步枪（可加装消声器）
- VSS狙击步枪
- M110狙击步枪
- 重型狙击步枪（即AMR-2狙击步枪）

霰弹枪：
- 97式霰弹枪
- 弗蘭基SPAS-12戰鬥霰彈槍

机枪：
- 88式通用机枪（疑似可加装消声器）
- 95式轻机枪
- M249轻机枪
- 白朗寧M2重机枪
- 89式重机枪
- RPK轻机枪
- 卡拉什尼科夫机枪（即使用50发容量大弹匣的AK-74突击步枪）

副武器：
- 54式手枪
- 92式手枪（可加装消声器）
- 格洛克18全自动手枪
- 沙漠之鷹手槍

其他武器：
- 军刀（按E键使用）
- C4遥控炸弹
- 手榴弹
- 煙霧彈
- 闪光弹
- 前卫-2便携式防空导弹
- 红箭-8反坦克导弹
- QLZ-87式自动榴弹发射器
- M32榴弹发射器
- PF98式120mm反坦克火箭
- PF89单兵火箭筒
- AT4 84mm火箭筒

（注：在光荣使命OL客户端中有更多的枪支及配件，如95-1式突击步枪、SCAR突击步枪等。）

### 班组对抗
在班组对抗中单张地图最高对战人数为16VS16，玩家可自行选择对战角色，包括指挥员、特殊兵种、突击步枪手、狙击枪手、霰弹枪手等兵种。对战中还设有指挥系统和观察员模式。指挥员可使用指挥系统对玩家进行卫星定位、侦查，指挥战友协同作战；不参战的玩家可以观察员的身份进行观战。

#### 模式
班组对抗中分为四种模式：
- 决战模式：双方在规定的时间内消灭敌人数量多的一方获胜。
- 夺旗模式：双方在规定时间内，占据旗帜即可获得团队分数，获得较高分数的一方获胜。
- 实战模式：双方在规定时间内消灭敌人即可获得团队积分，获得积分高的一方获胜，该模式下不可重生。
- 榴弹模式：双方在规定时间内消灭敌人即可获得团队积分，获得积分高的一方获胜，按“6”切换榴弹发射器。

#### 对战地图
- 雷达基地
- 山区村庄
- 废弃工厂
- 导弹基地
- 城市废墟
- 丛林峡谷
- 红色丘陵

## 游戏动态

### 基准测试软件
《光荣使命》民用版目前已经放出其基准测试软件以测试其引擎。软件中是上海滩的场景，配有爆炸特效。支持DirectX9及DirectX11。铁马工作室同NVIDIA合作，使游戏支持DX11，成为中国首款支持DX11的游戏。光荣使命预计于2012年内放出民用版本。

### 军用升级版解禁发售
2012年8月10日，官方宣布“经各方努力，中国首款军事游戏《光荣使命》于日前正式解禁，将于15日在官网商城和官方淘宝店铺预售”。
2012年8月15日，《光荣使命》官方面向玩家开放了军用升级版的预定，并将于9月18日正式发货。其中普通版售价为78元（人民幣），数字下载版售价48元。随后不久又公布了典藏版售价为298元，典藏版中除了豪華包裝盒和游戏本体外还包含了馬克杯、鑰匙圈、五張明信片、畫集、海報、鐵軍牌。

### 军升版1.5官方对战平台即将开启
《光荣使命》军升版面市后，获得玩家广泛认可。有不少玩家表示十分期待即将开启的《光荣使命》1.5官方对战平台。《光荣使命》1.5官方对战平台即将于近期开放首次测试。
即将开放测试的1.5官方对战平台版本相较于之前推出的《光荣使命》军升版，画质将有显著提升。除了沿袭了独有的解放军特色，游戏新增了全新的内容玩法：4种经典对抗模式，5张对抗地图，6连杀奖励，15种人物技能全面联袂登场。
《光荣使命》1.5版本不但新增了全新的模式与地图，还将有红蓝两个阵营的全新人物角色登场。除此之外，M249轻机枪、QBS09霰弹枪、LR3型5.8mm狙击步枪等全新武器都将全面开放，玩家将获得前所未有的真实战争体验。
《光荣使命》1.5将向支持正版的玩家提供一个稳定的PVP对战平台。在游戏中玩家可以选择死战、团队、爆破、战旗共四种模式进行对抗。除常规枪械外，玩家拥有更多的选择，如：地雷、黏着手雷等等。当玩家在游戏中取得连续击杀后还将可以获得重型“杀器”支援，自动机枪塔、空投物资箱、武装直升机呼叫等等，每一样杀器都有扭转战局的巨大威力。
《光荣使命》已于2014年2月14日开启“大事件”版本测试，并于2月20日结束测试。

## 受歡迎程度
該遊戲在中國非常流行，據政府統計，它擁有超過3億的在線玩家，第一季度，網絡遊戲市場價值85億元人民幣（13.1億美元）。
關於遊戲的一個常見抱怨是玩家需要付費才能在線下載遊戲。

## 争议
光荣使命正式发行后，有俄罗斯媒体称该游戏所设定的对手外观上貌似美軍士兵，对此，中国国防部新闻发言人称，中国军方主导开发光荣使命军事游戏并不针对任何国家，希望外界不要做过度的猜测和解读。